# Leslie T. Peacocke
Leslie T. Peacocke (9 de marzo de 1869 - 5 de marzo de 1941) fue un guionista, director y actor cinematográfico de nacionalidad estadounidense, activo en la época del cine mudo. 

## Biografía
Su nombre completo era Leslie Tufnell Peacocke, y nació en Bangalore, India. Peacock trabajó en el cine fundamentalmente como guionista, pero en su filmografía se cuenta casi una veintena de filmes dirigidos por él, además de diez actuaciones. Colaboró habitualmente con los cineastas Harry Solter, George E. Middleton, y con la pareja Eddie Lyons y Lee Moran.
En 1913 actuó en His Neighbor's Wife, film dirigido por Edwin S. Porter que fue la única actuación cinematográfica de la célebre actriz Lillie Langtry.
Leslie T. Peacocke falleció en la ciudad de Nueva York en 1941, a los 71 años de edad.

## Teatro
- A Comedy of Women, de Leo De Valery (Braodway, 13 de septiembre de 1929)[1]

## Filmografía

### Guionista
- The Wonderful Eye, de Mack Sennett (1911)
- Jealous George, de Otis Turner (1911)
- The Second Honeymoon, de Van Dyke Brooke (1911)
- Nothing Shall Be Hidden, de Harry A. Pollard (1912)
- The Bachelor Girls' Club, de Leslie T. Peacocke (1912)
- The Closed Door, de Harry Solter (1913)
- The Girl and the Tiger, de Henry MacRae
- The Surf Maidens, de Leslie T. Peacocke (1913)
- A Girl and Her Money, de Harry Solter (1913)
- The False Bride, de Harry Solter (1914)
- A Mexico Mix, de Allen Curtis (1914)
- Because She Loved Him (1914)
- Neptune's Daughter, de Herbert Brenon (1914)
- The Derelict and the Man, de Leslie T. Peacocke (1914)
- The Tale of a Lonesome Dog, de Leslie T. Peacocke (1914)
- Salvation Nell, de George E. Middleton (1915)
- Love's Pilgrimage to America, de Lawrence Marston (1916)
- The Unwritten Law, de George E. Middleton (1916)
- The Limousine Mystery, de Lucius Henderson (1916)
- Help!, de Sidney Drew (1916)
- The Woman Who Dared, de George E. Middleton (1916)
- Oh! You Honeymoon!, de Leslie T. Peacocke (1916)
- I'm Your Husband, de Leslie T. Peacocke (1916)
- It's Great to Be Married, de Leslie T. Peacocke (1916)
- Putting One Over on Ignatz, de Leslie T. Peacocke (1917)
- The Honeymoon Surprise, de Leslie T. Peacocke (1917)
- The Hero of Bunko Hill, de Leslie T. Peacocke (1917)
- Good Morning Nurse, de Allen Curtis (1917)
- The High Cost of Starving, de Leslie T. Peacocke (1917)
- Avarice, de E. Magnus Ingleton y Leslie T. Peacocke (1917)
- Mentioned in Confidence, de Edgar Jones (1917)
- The Alien Blood, de Burton George (1917)
- It Happened in Room 7, de Leslie T. Peacocke (1917)
- The Checkmate, de Sherwood MacDonald (1917)
- The Untamed, de Lucius Henderson (1917)
- The Clean Gun, de Harry Harvey (1917)
- Brand's Daughter, de Harry Harvey (1917)
- Innocence, de Norval MacGregor (1917)
- Face on the Screen, de Harry Solter (1917)
- A Pigskin Hero, de Eddie Lyons, Lee Moran (1918)
- Mum's the Word, de Eddie Lyons y Lee Moran (1918)
- A Ripping Time, de Eddie Lyons y Lee Moran (1918)
- The Knockout, de Eddie Lyons y Lee Moran (1918)
- Berth Control, de Eddie Lyons y Lee Moran (1918)
- Shot in the Dumbwaiter, de Eddie Lyons y Lee Moran (1918)
- The Vamp Cure, de Eddie Lyons y Lee Moran (1918)
- Repeating the Honeymoon, de Leslie T. Peacocke (1918)
- Whatever the Cost, de Robert Ensminger (1918)
- O, It's Great to Be Crazy, de Leslie T. Peacocke (1918)
- Heart of Juanita, de George E. Middleton (1919)
- Neptune's Bride, de Leslie T. Peacocke (1920)
- Reformation, de Leslie T. Peacocke (1920)

### Director
- The Bachelor Girls' Club (1913)
- The Surf Maidens (1913)
- The Derelict and the Man (1914)
- The Tale of a Lonesome Dog  (1914)
- Oh! You Honeymoon! (1916)
- I'm Your Husband (1916)
- It's Great to Be Married (1916)
- Putting One Over on Ignatz (1917)
- The Honeymoon Surprise (1917)
- The Hero of Bunko Hill (1917)
- The High Cost of Starving (1917)
- Avarice, codirigida con E. Magnus Ingleton (1917)
- It Happened in Room 7 (1917)
- Repeating the Honeymoon (1918)
- O, It's Great to Be Crazy (1918)
- Neptune's Bride (1920)
- Reformation (1920)
- The Midnight Flower
- The Wheel of Fortune

### Actor
- United at Gettysburg, de Frank Smith (1913)
- His Neighbor's Wife, de Edwin S. Porter (1913)
- The Woman Who Dared, de George E. Middleton (1916)
- Betty Be Good, de Sherwood MacDonald (1917)
- Bab the Fixer, de Sherwood MacDonald (1917)
- The Belles of Liberty
- Shadows of Suspicion
- Angel Child
- The Vanishing Dagger
- Black Beauty, de David Smith (1921)